# 潢河 (淮河)
潢河古称黄水，又作潢水，是中国淮河干流上游右岸的一条支流，主源发源于河南省新县东南部田铺乡万字山西麓，向北流经光山县和潢川县，最后于潢川县东北部踅孜镇两河村入淮河。全长140公里，流域面积2400公里。古名“黄水”是以另一源田铺河出自海拔1011米的黄毛尖（即《水经注》中“黄武山”）而得名，清代更名为“潢河”，沿用至今。
潢河流域东临白露河流域，西为寨河流域，南抵大别山，地势字西南向东北倾斜。流域属于暖温带向亚热带过渡地带，降水充沛。历史上潢河流域内水旱灾害频繁。20世纪50年代对潢河干流进行了治理，提高了河道行洪标准。截至2010年，潢河上游新县境内修建有香山和长洲河两座中型水库和34座小型水库；中游光山县境内建有一座大型水库－泼河水库和龙山水利枢纽工程及49座小型水库；下游潢川县境内建有老龙埂、邬桥2座中型水库及44座小型水库。